# Jörg Steinberg
Jörg Steinberg (* 27. Mai 1963 in Ost-Berlin) ist ein deutscher Schauspieler, Theaterregisseur und Bühnenautor.

## Leben
In Wendenschloß aufgewachsen, machte Jörg Steinberg von 1979 bis 1982 eine Ausbildung zum Facharbeiter für Nachrichtentechnik, nach dem Grundwehrdienst begann er 1983 ein Studium an der Hochschule für Schauspielkunst „Ernst Busch“ Berlin und ging nach dessen Abschluss 1987 in ein erstes Engagement an das Anhaltische Theater nach Dessau. Dort spielte er bis 1990, anschließend war er bis 2011 freiberuflich tätig und hatte Gastverträge an zahlreichen deutschen Bühnen, wie dem Berliner Kriminal Theater, dem Hebbel-Theater, dem Stadttheater Konstanz,  dem Meininger Theater oder der Württembergischen Landesbühne Esslingen.
Seit 1996 führt Steinberg auch Regie, unter anderem am Staatstheater Cottbus, am Berliner Theater unterm Dach, am Volkstheater Rostock, an der Shakespeare Company Bremen oder dem Kleist-Theater Frankfurt (Oder). Von 2011 bis 2016 war er als Hausregisseur am neuen theater Halle beschäftigt, seitdem arbeitet er wieder freiberuflich.
Steinberg ist darüber hinaus auch als Bühnenautor tätig, häufig beschäftigt er sich hierbei mit dem Thema „Fußball“, wie in den Stücken Die Hand Gottes, Lothar rennt, Blutgrätsche oder Hansi Kreische lebt oder als Fan von Union Berlin Und niemals vergessen – Eisern Union!, das er 2006 zum 40-jährigen Vereinsjubiläum des Klubs schrieb.
Seit Ende der 1980er-Jahre steht Steinberg auch immer wieder vor der Kamera, häufig als Gastdarsteller in verschiedenen Serien wie Der Landarzt, Für alle Fälle Stefanie oder Im Namen des Gesetzes.
In einer Folge der Serie Löwenzahn verkörperte Jörg Steinberg einen Fußballtrainer. Selber spielte er aktiv Fußball bei verschiedenen Vereinen, unter anderem bei Aktivist Salzwedel und SSV Köpenick 08, bis im November 1995 ein Kreuzbandriss seiner Karriere ein Ende setzte.

## Filmografie
- 1988: Die Schauspielerin
- 1990: Drei Wohnungen
- 1990: Polizeiruf 110 – Das Duell
- 1993: Der Landarzt (3 Folgen als Heinz „Atze“ Bruhns)
- 1997: Frauenarzt Dr. Markus Merthin – Neubeginn
- 1998: Die Straßen von Berlin – Terror
- 2001: Achterbahn – Versteck für einen Hund
- 2002: Im Namen des Gesetzes – Anschlag bei Nacht
- 2002: Für alle Fälle Stefanie (4 Folgen als Dr. Rühl)
- 2005: SOKO Leipzig – Die Aufsteiger
- 2006: Abschnitt 40 – Zwangsmaßnahmen
- 2007: GSG 9 – Ihr Einsatz ist ihr Leben – Paradies
- 2010: Löwenzahn – Skelett – Knochenbruch beim Pokalspiel
- 2013: Tatort – Gegen den Kopf
- 2014: Polizeiruf 110 – Abwärts
- 2015: Zorn – Wo kein Licht
- 2018: Deutschland 86 – Ommegang
- 2020: Letzte Spur Berlin – Folge: Anrufe
- 2021: Die Heiland – Wir sind Anwalt – Dreiste Diebe
- 2024: Blutige Anfänger (Fernsehserie, Folge Stiller Alarm)
- 2024: Kati – Eine Kür, die bleibt (Fernsehfilm)

## Hörspiele
- 1987: Telefonsuse – Autorin: Ricarda Bethke – Regie: Karlheinz Liefers
- 2007: Die Geschichte vom Franz Biberkopf – Autor: Alfred Döblin – Regie: Kai Grehn

## Theaterstücke
- 1996: Kikerikiste (nach Paul Maar)
- 1999: Ritter Runkels Heimkehr
- 1999: Lothar rennt
- 2002: Besessen
- 2002: Wethersfield – 1784
- 2003: Die Hand Gottes
- 2004: Blutgrätsche oder Hansi Kreische lebt
- 2006: Ein Königreich für einen Ball
- 2006: Und niemals vergessen – Eisern Union!
- 2011: ZSCHERBEN – Ein Dorf nimmt ab